# Обикновена оса
Обикновените оси (Vespula vulgaris) са вид ципокрили насекоми от семейство Оси (Vespidae). Разпространени са в по-голямата част на Евразия. Изграждат гнезда от подобен на хартия материал и живеят в тях, образувайки общества от царица и работнички. Осите работнички имат дължина 12-17 mm, а царицата — около 20 mm.
- Галерия
- Мъжка оса
- Глава на женска оса